# Rasa Rimickaitė
Rasa Rimickaitė (ur. 1968) – litewska filolożka, teatrolożka, tłumaczka, działaczka kulturalna i dyplomatka, wieloletnia attaché kultury Litwy w Polsce.

## Życiorys
Ukończyła filologię litewską i teatrologię na Uniwersytecie Wileńskim, następnie kontynuowała studia w Szkole Nauk Społecznych przy Instytucie Filozofii i Socjologii Polskiej Akademii Nauk w Warszawie.
Po przyjeździe do Polski pracowała m.in. w Redakcji Litewskiej Polskiego Radia. Wykładała historię kultury, literatury i sztuki litewskiej na Uniwersytecie Warszawskim. Od 2012 do 2024 (z krótką przerwą w 2016) pełniła funkcję attaché ds. kultury w Ambasadzie Litwy w Warszawie. Była zaangażowana w dialog kulturalny między Polską a Litwą, w realizację wspólnych projektów kulturalnych, m.in. całorocznej prezentacji "Litwa w Krakowie" w 2015, wizyt litewskich pisarzy i prezentacji twórczości litewskich artystów w Polsce, prezentacji sztuk Krystiana Lupy w Wilnie, a także w rozwój współpracy polskiego i litewskiego PEN Clubu i Międzynarodowych Seminariów Translatorskich. Zasiada w Radzie Programowej Międzynarodowego Centrum Kultury w Krakowie.

## Wybrane przekłady
- Kornelijus Platelis, Oda na pękniętą wazę i inne wiersze, Wrocław-Wojnowice-Wilno 2015 (wsp. z Adamem Pomorskim)
- Antanas A. Jonynas, Inna się nocą zdaje delta dłoni, Wrocław-Wojnowice 2023 (wsp. z Adamem Pomorskim)

## Nagrody i odznaczenia
- Krzyż Kawalerski Orderu Zasług Rzeczypospolitej Polskiej (2023)[7]
- Nagroda Forum Współpracy i Dialogu Polska-Litwa (2023)[8]
- Medal „Powstanie w Getcie Warszawskim” (2024)[9]
- Nagroda Rady Miasta Krakowa im. Stanisława Vincenza (2024)[10]